# Homa Hoodfar
Homa Hoodfar (née en 1950 ou en 1951 en Iran) est une anthropologue sociale canado-irlando-iranienne. Elle est spécialisée dans la sexualité et le genre dans l'Islam.

## Biographie
Hoodfar est titulaire d'une maîtrise en économie obtenue à l'université de Téhéran, d'un master en études du développement obtenu à l'université de Manchester, et d'un doctorat en anthropologie sociale obtenu à l'université du Kent.

## Incarcération en 2016
Le 11 février 2016, Homa Hoodfar, qui réside au Canada, voyage en Iran pour étudier la participation des femmes dans les élections iranienne depuis 1906 et visiter sa famille. En mars, les Corps des Gardiens de la révolution islamique ont perquisitionné son lieu de résidence, saisi ses effets personnels, et ont lancé une enquête interrogatoire incessante, la procédure l'empêchant de quitter le pays,.
Le 6 juin 2016, elle est incarcérée à la Prison d'Evin. Ses visites familiales et son accès à un avocat sont limités. Elle est accusée par le gouvernement iranien de travailler en faveur d'une révolution non violente féministe en Iran et ses travaux avec l'organisation Femmes vivant sous lois musulmanes. Le fait que Dr Hoodfar ait plusieurs citoyennetés a également nuit à son cas puisque le gouvernement iranien ne reconnait pas les nationalités multiples et les Gardes de la Révolution sont soupçonnés de viser les iraniens se trouvant dans cette situation,. Un procureur iranien va par la suite déclarer que son incarcération est dû au fait qu'elle « baignait dans le féminisme ».
Selon Amnesty International, Homa Hoodfar est gardée en isolement durant son incarcération à Evin. Le 30 août 2016, la famille de Homa Hoodfar annonce que depuis son entrée en prison, sa santé c'est largement dégradée et qu'elle a du être hospitalisée à cause d'une maladie  neurologique, le myasthenia gravis.
Le 26 septembre 2016, alors que ses collèges avaient perdu espoir qu'elle revienne au Canada en vie, Dr Hoodfar est prévenue à 8h du matin de se préparer et elle est libérée de la prison d'Evin. Elle est envoyée par avion au Sultanat d'Oman. Le gouvernement canadien remercie dans la journée les gouvernements omanais, italien et suisse pour leur aide dans le dossier. Des agences d'information iranienne déclarent que Dr Homa Hoodfar a été libérée pour «des raisons humanitaires». Elle rentre à Montréal le 29 septembre 2016 par l'Aéroport Pierre-Elliott-Trudeau de Montréal. Cependant, selon Amnesty International, sa libération est faite au même moment qu'une offensive contre des militantes pour les droits des femmes en Iran.
Les relations diplomatiques entre le Canada et l'Iran ont été coupées en 2012 par le gouvernement de Stephen Harper et la libération Dr Hoodfar est vue comme une possibilité de rétablissement de leurs relations. Maryam Nayeb Yazdi, fondatrice du site pour les droits de l'homme Persian2English déclare plutôt que dû à sa santé de plus en plus fragile, l'Iran désirait éviter un incident diplomatique comme cela avait été le cas avec la mort de la photojournaliste canado-iranienne Zahra Kazemi en 2003 dans la même prison d'Evin.

## Travaux
Hoodfar est spécialiste des droits et libertés des femmes dans les pays musulmans, et s'attache à étudier les mécanismes d'indépendance et d'autonomie des groupes féminins dans ces sociétés à dominante masculine.

## Publications
- (en) Homa Hoodfar, Between Marriage and the Market, Berkeley, University of California Press, 1997
- (en) Homa Hoodfar, Sajida Alvi et Sheila McDonough, The Muslim Veil in North America: issues and debates, Toronto, Canadian Scholars’ Press, 2003
- (en) Homa Hoodfar et Mona Tajali, Electoral Politics: Making Quotas work for women London, WLUML, 2011
- (en) Homa Hoodfar et Anissa Helie, Sexuality in Muslim Contexts : Restrictions and Resistance, Zed Books, 2012
- (en) Homa Hoodfar, Women’s Sport as Politics in Muslim Contexts, WLUML, 2015